# Яворівська ратуша
Я́ворівська ра́туша — ратуша у місті Яворові Львівської області. Розташована на північ від центральної площі, на вулиці Львівській, 16.
Ратуша зведена на розі двох вулиць, приміщення двоповерхове, у плані Г-подібне. Ратушна вежа наріжна (що трапляється нечасто), у плані восьмикутна. На вежі — годинник-куранти з чотирма циферблатами.

## Історія
У міста була необхідність у побудові пожежної вежі. До певного часу вона була дерев'яною і кілька разів її нищила пожежа (остання пожежа охопила місто 1790 року).
1882 року виділено кошти на будівництво ратуші (сьогодні по вулиці Львівській, 16). Висоти ратушної вежі, що становить 18 метрів, було достатньо, щоб і надалі її використовувати як пожежну вежу, а в прилеглих приміщеннях розпочав свою діяльність навчальний заклад з польською мовою викладання.
Після 1939 року, окрім періоду Другої світової війни, тут функціонувала українська чоловіча школа. З 1954 року до сьогодні — Яворівська середня загальноосвітня школа № 2.

## Світлини

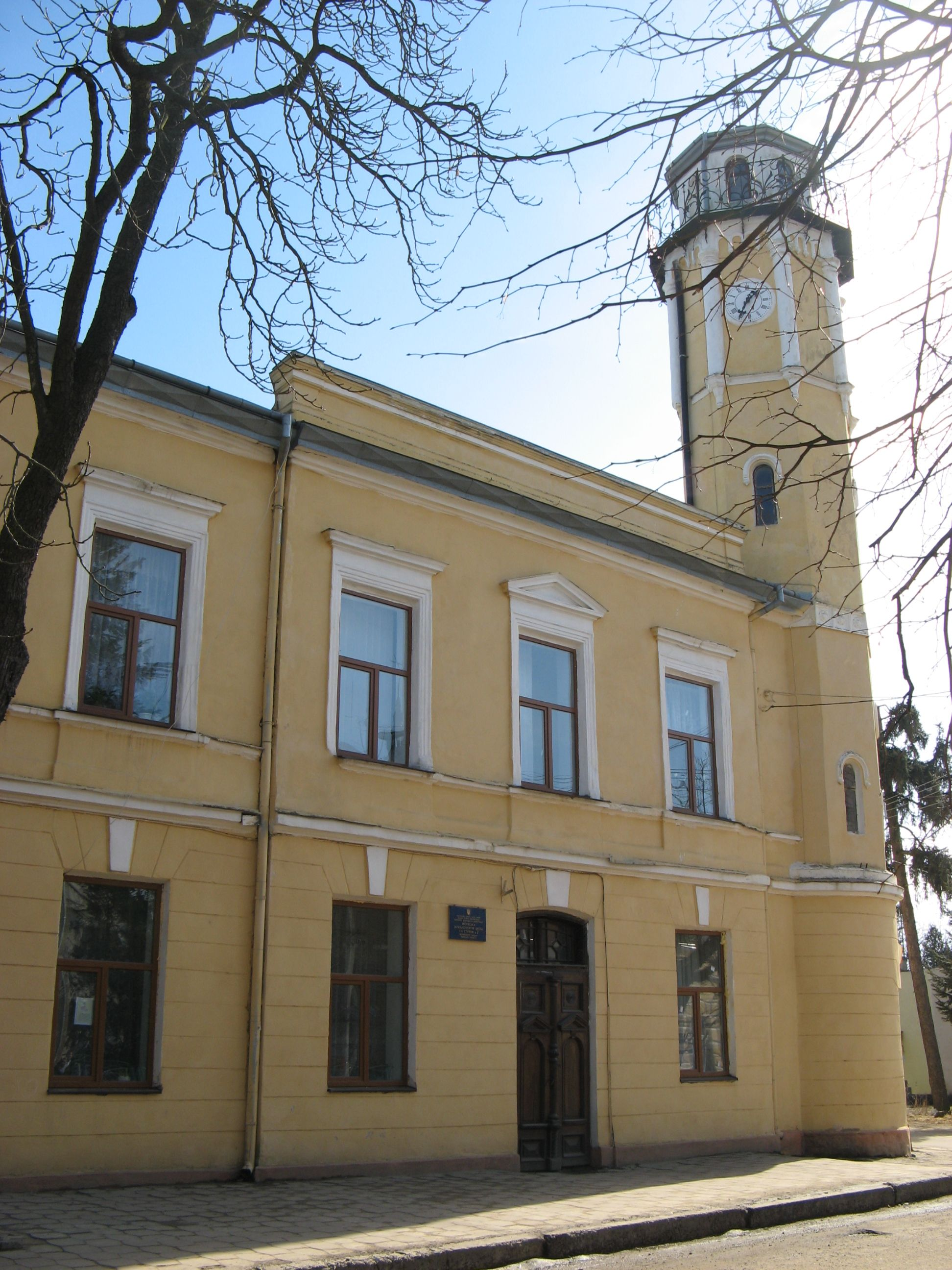
Вид на ратушу з вулиці Львівської
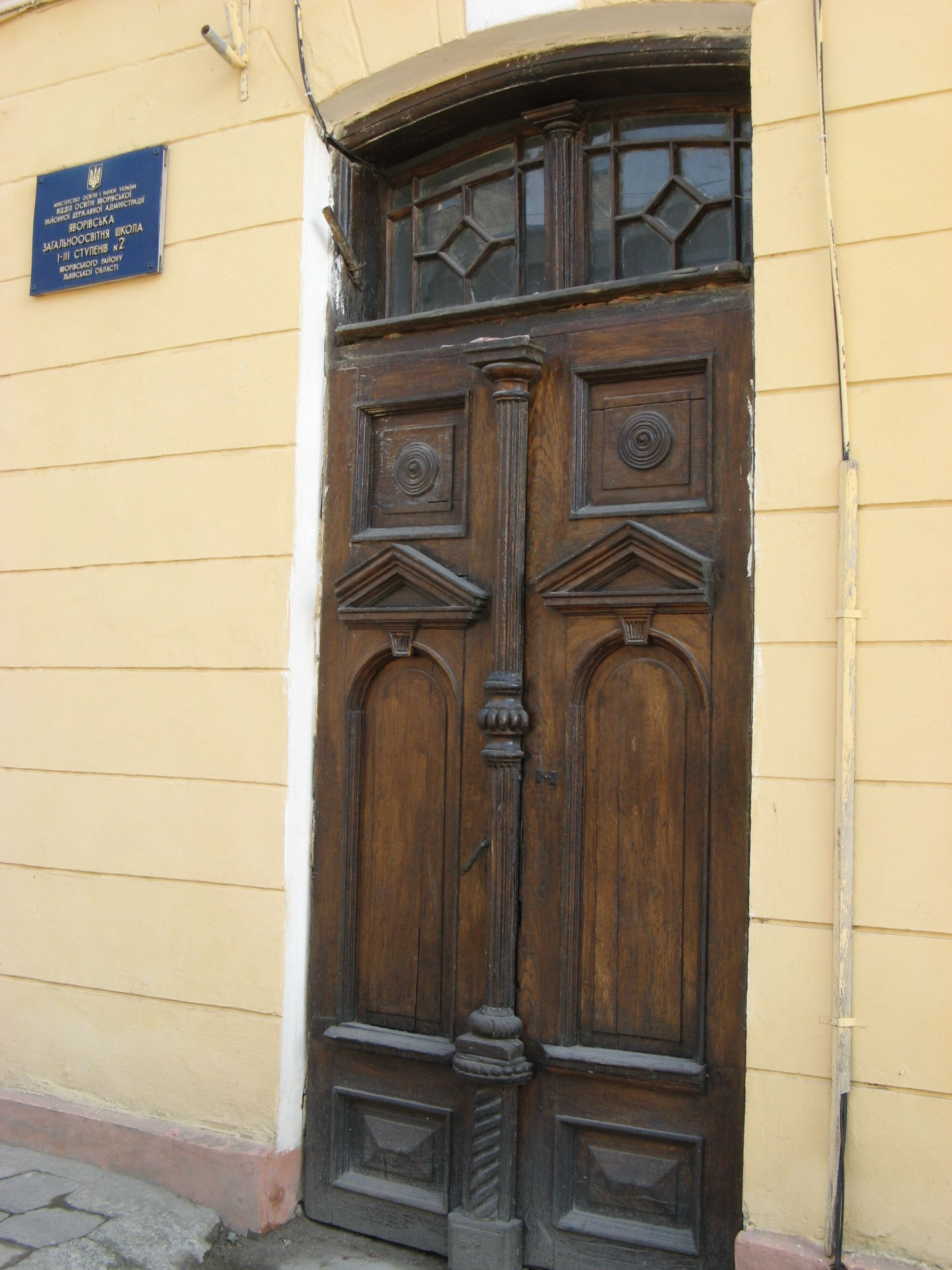
Старі двері ратуші
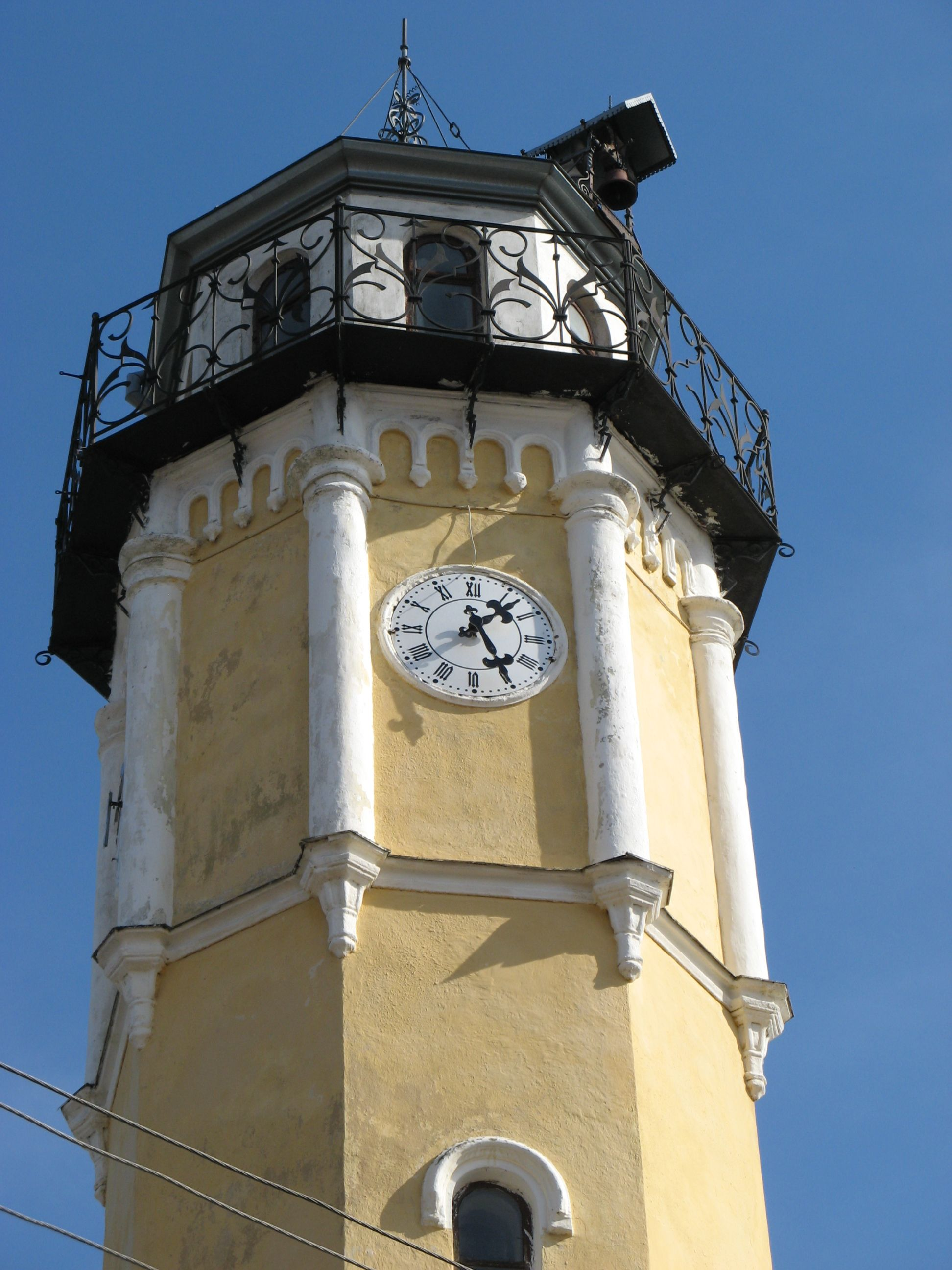
Вежа з курантами і дзвоном
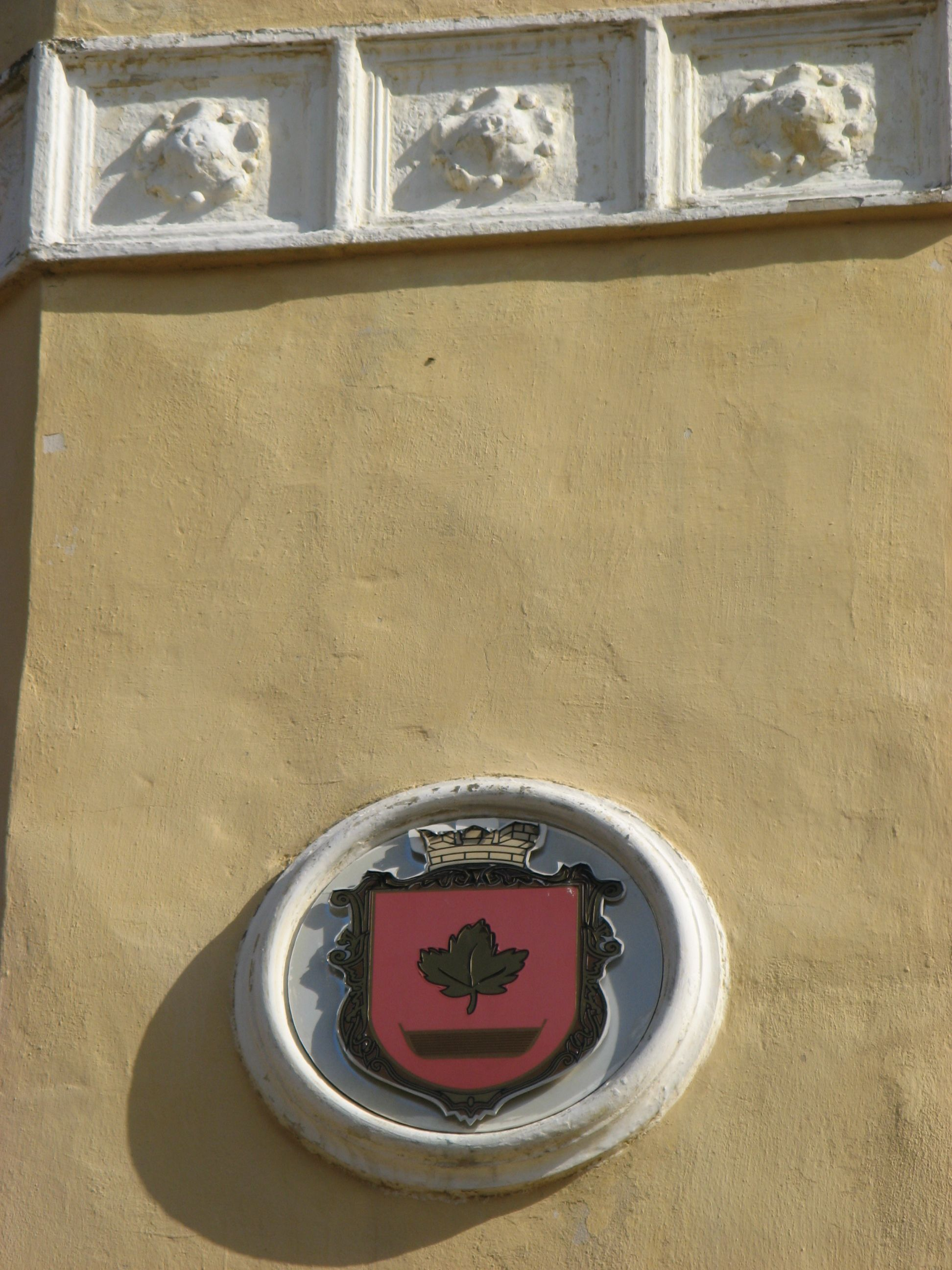
Герб Яворова на ратушній вежі
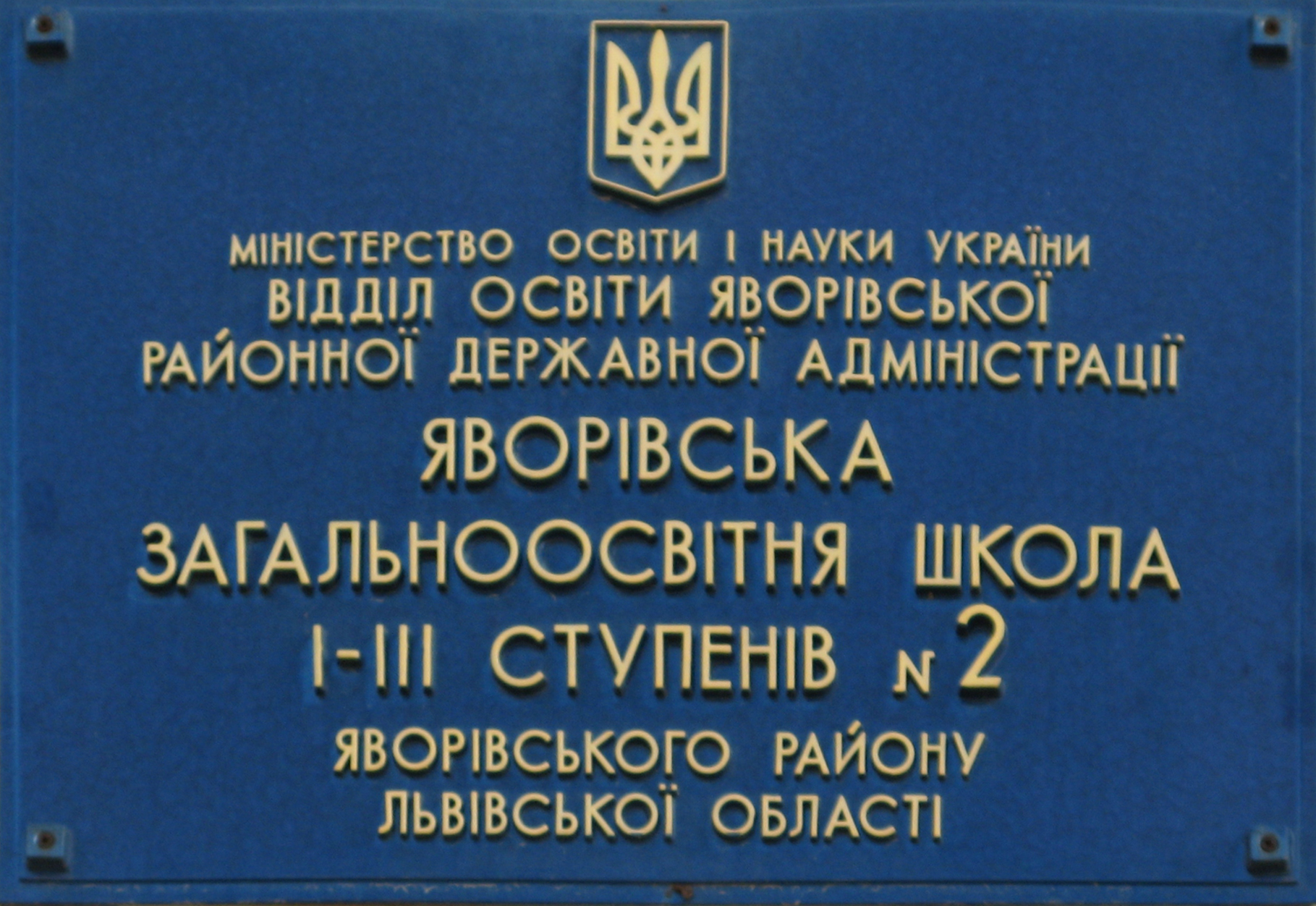
У приміщенні ратуші тепер школа
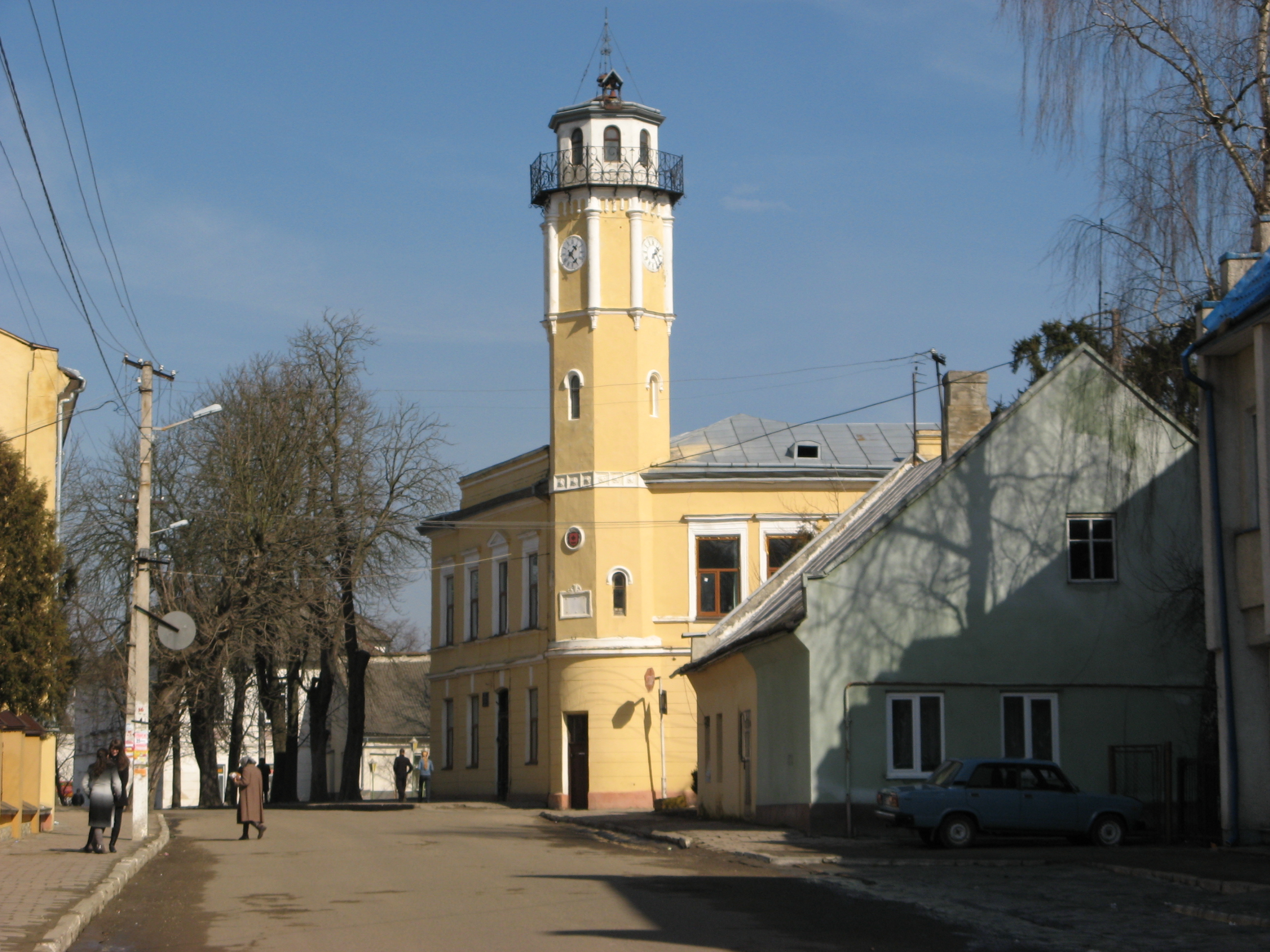
Вид на ратушу з вулиці Львівської